# Sherman (villa)
Sherman es una villa ubicada en el condado de Chautauqua en el estado estadounidense de Nueva York. En el año 2000 tenía una población de 714 habitantes y una densidad poblacional de 332 personas por km².

## Geografía
Sherman se encuentra ubicada en las coordenadas 42°9′36″N 79°35′41″O / 42.16000, -79.59472.

## Demografía
Según la Oficina del Censo en 2000 los ingresos medios por hogar en la localidad eran de $30,583, y los ingresos medios por familia eran $37,857. Los hombres tenían unos ingresos medios de $26,645 frente a los $20,833 para las mujeres. La renta per cápita para la localidad era de $15,266. Alrededor del 10.6% de la población estaban por debajo del umbral de pobreza.